# Gargantua et Pantagruel

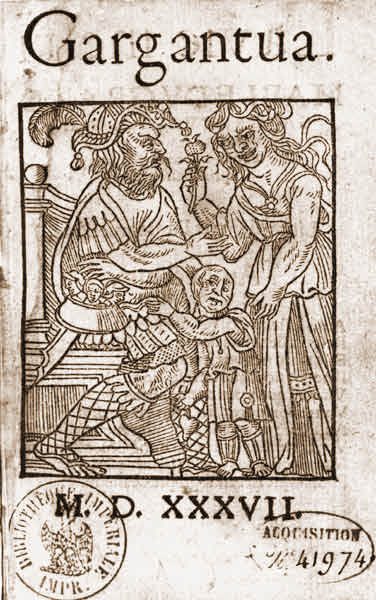
François Rabelais, Gargantua (Lyon: Denis de Harsy, 1537).

Gargantua et Pantagruel renvoie à la dénomination (notamment anglophone) de l'œuvre romanesque de François Rabelais. Elle n'est pas contemporaine de l’auteur : Gargantua n'est le personnage principal que dans le roman éponyme, tandis que son fils Pantagruel accomplit avec son ami Panurge et ses compagnons la quête de la Dive bouteille.
Cette appellation désigne les livres suivants :
- Pantagruel (1532) ;
- Gargantua (1534) ;
- Le Tiers Livre (1546) ;
- Le Quart Livre (1552) ;
- Le Cinquième Livre (1564).

Rabelais a publié les deux premiers ouvrages sous le pseudonyme et anagramme d'Alcofribas Nasier.

## Allusions dans d'autres œuvres
- Dans L'Almanach du Globe-Trotteur, ouvrage présenté en annexe du second épisode de la série BD La Ligue des gentlemen extraordinaires, Alan Moore présente plusieurs lieux évoqués dans cette pentalogie.